# Манн, Тамела
Тамела Манн (англ. Tamela Mann, род. 9 июня 1966) — американская актриса и певица. Манн известна благодаря сотрудничеству с Тайлером Перри, выступая в его пьесах и затем в кинофильмах и телевизионных ситкомах. Она наиболее известна благодаря роли Коры Симонс в фильме Знакомство с Браунами (2008) и одноимённом ситкоме, транслировавшемся на TBS с 2009 по 2011 год. В 2015 году она начала сниматься в ситкоме Bounce TV «Манн и жена» вместе со своим мужем Дэвидом Манном.
Манн родилась в Форт-Уэрте, штат Техас, и была младшей в семье из четырнадцати детей. В детстве она пела в церковном хоре, что и привело её к карьере исполнительницы госпела. В начале 1990-х годов Манн переехала в Атланту, штат Джорджия, где продолжила карьеру певицы, сотрудничая со многими артистами, прежде чем в 1999 году начать выступать в пьесах Тайлера Перри. С тех пор, в дополнение к работе в его проектах, Манн записала три студийных альбома, попавших в чарты Billboard. Также она номинировалась на премию «Грэмми» за песню 2012 года «Take Me to the King».

## Фильмография
- На том свете (2001)
- Дневник безумной чёрной женщины (2005)
- Знакомство с Браунами (2008)
- Мэдея в тюрьме (2009)
- Большая счастливая семья Мэдеи (2011)
- Спаркл (2012)
- Первое впечатление (2015)

## Телевидение
- Дом семейства Пэйн (3 эпизода, 2007)
- Знакомство с Браунами (139 эпизодов, 2009—2011)
- Манн и жена (2015 — наст. время)